# Joaquín Ardaiz
Joaquín Ardaiz (Salto, 11 januari 1999) is een Uruguayaans voetballer die bij voorkeur als aanvaller speelt. Hij stroomde in 2016 door vanuit de jeugd van Danubio.

## Clubcarrière
Ardaiz werd geboren in Salto en speelde in de jeugdopleiding van Danubio. Op 14 februari 2016 debuteerde hij in de Uruguayaanse Primera División tegen CA Cerro. Eén week later maakte de linksbenige aanvaller zijn eerste competitietreffer tegen El Tanque Sisley. In zijn eerste seizoen speelde hij twaalf competitieduels. Op 3 september 2016 maakte Ardaiz zijn tweede competitietreffer tegen Rampla Juniors.
Op 28 augustus 2017 geraakte bekend dat Ardaiz voor een seizoen aan Royal Antwerp FC werd uitgeleend.

## Interlandcarrière
Ardaiz debuteerde in 2016 voor Uruguay –20, waarvoor hij vier doelpunten maakte in negentien interlands.